# 三条公修
三条 公修（さんじょう きんおさ）は、江戸時代中期から後期にかけての公卿。右大臣・三条実起の子。母は井伊直幸の養女（蜂須賀宗鎮の娘）・美代。官位は従一位・内大臣。

## 経歴
天明4年2月16日（1784年4月5日）に従三位に叙任する。その後、従一位・内大臣に至る。
天保11年（1840年）、薨去。享年67（満66歳没）。

## 逸話
- 紀州藩10代藩主・徳川治宝によって造営された日本庭園を養翠園と命名をした。

## 系譜
- 正室：一条和子（真観院） - 一条輝良娘
  - 男子：三条実師（1798-1802）
  - 男子：三条実万（1802-1859）
- 生母不明の子女
  - 女子：泰 - 姉小路公遂継室